# Poklic
Poklic je pojem, ki pomeni institucionalizirano sposobnost za opravljanje dejavnosti, za katero smo izučeni, vzgojeni oziroma izobraženi. V splošnem s poklicem služimo denar ali dobrine za preživljanje (hrana, oblačila, zdravila ...).
Statistični urad Republike Slovenije opredeljuje poklic kot statistično‑analitično kategorijo, v katero se razvršča delo, sorodno po vsebini in zahtevnosti, in ki ga je opravljala, ga opravlja ali bi ga lahko opravljala praviloma ena oseba.
Posamezniki z določeno izobrazbo opravljajo različna dela oz. različne poklice, določeno delo oziroma poklic lahko opravljajo ljudje, ki so si pridobili različno vrsto izobrazbe. Pravila izobraževanja (trajanje, vsebine, veščine ...) po navadi predpiše država. Podobno je predpisana tudi izobrazba za nekatera delovna mesta. Na primer zdravnik ne more biti nekdo, ki nima ustrezne izobrazbe. Nekateri poklici zahtevajo določene spretnosti oziroma sposobnosti. Na primer vsak ne more biti glasbenik ali slikar. Nekateri poklici (včasih neupravičeno) veljajo za nevarne: npr. vojak, gasilec, policist, pilot ...

## Pojmovanje poklica
Poklica in izobrazbe ne smemo enačiti. Izobrazbo oseba pridobi z uspešnim šolanjem (npr. si pridobi strokovni naslov univerzitetni diplomirani inženir strojništva), poklic pa se nanaša na delo, ki ga oseba opravlja (npr. opravlja delo računalniškega programerja)
V slovenščini obstaja določena jezikovna zmeda, saj poklic pogosto enačimo s strokovnim nazivom po končanem šolanju. Razlog za tako pojmovanje izhaja zaradi dolgotrajne odsotnosti tržnega uravnavanja zaposlovanja, saj so mnogi kar celo delovno dobo opravljali enako delo na istem delovnem mestu. S prestrukturiranjem slovenskega gospodarstva, pod vplivom tržnih zakonitosti se številna delovna mesta zapirajo, postopoma se pojavljajo nova dela, posamezniki so vedno pogosteje prisiljeni zamenjavati zaposlitve in s tem velikokrat tudi poklic. Po končanem izobraževalnem programu določene stopnje izobraževanja posameznik  pridobi naziv poklicne oziroma strokovne izobrazbe in ne poklic. 
Po mednarodno primerljivem pojmovanju izobraževanje vodi do izobrazbe in daje posamezniku izobrazbeni naziv, njegov poklic pa je določen z delom, ki ga opravlja.

## Razvrščanje poklicev
Poklici se razvrščajo po klasifikaciji poklicev. Temeljna enota klasifikacije je delo, ki se opredeljuje kot skupek nalog in dolžnosti, ki jih (jih je ali bi jih lahko) opravlja ena oseba. Niz del, katerih poglavitne naloge in dolžnosti so si zelo podobne, tvori poklic. V skladu s konceptom klasifikacije pa se posameznika razvrsti v poklic oziroma v skupino poklicev glede na zahtevnost, kompleksnost, vrsto in druge značilnosti nalog in dolžnosti, ki jih opravlja pri svojem delu.
Standardna klasifikacija poklicev je obvezen nacionalni standard, ki se uporablja za razvrščanje dela oziroma poklicev v skupine poklicev v uradnih oziroma administrativnih zbirkah podatkov (evidence, registri, baze podatkov itd.), v statističnih raziskovanjih in v statističnih registrih in tako omogoča, da se za statistično, analitično ter raziskovalno spremljanje poklicne strukture aktivnega prebivalstva ter povpraševanja po delu zagotavljajo konsistentni podatki